# 5642 (année hébraïque)
5642 (hébreu : ה'תרמ"ב , abbr. : תרמ"ב) est une année hébraïque qui a commencé à la veille au soir du 24 septembre 1881 et s'est finie le 13 septembre 1882. Cette année a compté 355 jours. Ce fut une année simple dans le cycle métonique, avec un seul mois de Adar. Ce fut une année de chemitta.

## Calendrier
Ce calendrier hébraïque de l'année 5642 donne les correspondances avec les dates du calendrier grégorien.
Le premier nombre dans chaque case correspond au jour du mois hébraïque. Les jours en couleurs sont des jours remarquables juifs .
| ◄◄ | 5642 | ►► |

## Événements
- Il s'agit de l'année marquant la première alyah des juifs yéménites en Terre d'Israël.

## Naissances
- Artur Schnabel
- Yossele Rosenblatt

## Décès
- Moritz-Daniel Oppenheim

5637 - 5638 - 5639 - 5640 - 5641 - 5642 - 5643 - 5644 - 5645 - 5646 - 5647